# سلفادور سانتانا
سلفادور سانتانا (بالإنجليزية: Salvador Santana)‏ هو موسيقي أمريكي، ولد في 22 مايو 1983 في سان فرانسيسكو في الولايات المتحدة.

## وصلات خارجية
- سلفادور سانتانا على موقع IMDb (الإنجليزية)
- سلفادور سانتانا على موقع ميوزك برينز (الإنجليزية)
- سلفادور سانتانا على موقع أول ميوزيك (الإنجليزية)
- سلفادور سانتانا على موقع ديسكوغز (الإنجليزية)